# Heteropogon cirrhatus
Heteropogon cirrhatus là một loài ruồi trong họ Asilidae. Heteropogon cirrhatus được Osten-Sacken miêu tả năm 1877. Loài này phân bố ở vùng Tân Bắc giới.